# 1480

## Esdeveniments
Països Catalans
Resta del món
- Destrucció de les restes del Far d'Alexandria.
- Paracaigudes de Leonardo da Vinci.
- 17 de setembre: Una cèdula dels Reis Catòlics instaura el Tribunal de la Inquisició als regnes hispànics.[1]

## Naixements
Països Catalans
- 18 d'abril - Subiaco (actual Itàlia): Lucrècia Borja, filla de Roderic Gil de Borja i Borja, que l'any 1492 fou nomenat papa amb el nom d'Alexandre VI (m. 1519).[2]

Resta del món
- 10 de gener, Brussel·les: Margarida d'Àustria, princesa borgonyona, duquessa de Savoia, governadora dels Països Baixos (m. 1530).[3]

- Fernão de Magalhães.

## Necrològiques
Països Catalans
Resta del món